# Chomsky, les Médias et les Illusions nécessaires
Pour plus de détails, voir Fiche technique et Distribution.
Chomsky, les Médias et les Illusions nécessaires (en anglais « Manufacturing Consent: Noam Chomsky and the media ») est un documentaire canadien de 1992 sur l'intellectuel américain Noam Chomsky, réalisé par Mark Achbar et Peter Wintonick. D'une durée de 167 minutes, le documentaire repose sur une « narration "composite" » faite d'interviews, d'extraits de conférences, de documents d'archives, et d'interventions télévisées. L'édition DVD comporte en suppléments notables le débat intégral de 1969 avec le journaliste américain William F. Buckley Jr. et celui avec le philosophe français Michel Foucault de 1971.

## Description
Ce documentaire a fait l'objet d'un livre d'accompagnement, édité séparément en 1994 par Mark Achbar, comportant l'intégralité du script, des compléments sur les échanges entre Chomsky et ses détracteurs, des informations bibliographiques et historiques plus complètes, les notes des réalisateurs ainsi que 300 photos provenant du film.
Le documentaire a remporté 15 récompenses internationales, a été projeté dans plus de 300 villes au niveau mondial et diffusé à la télévision dans 15 pays. Au box-office canadien, c'est le documentaire qui a eu le succès le plus important de toute l'histoire.
La réaction de Chomsky a été mitigée. Dans une conversation avec Achbar et plusieurs militants, il remarque que l'effet du documentaire a surtout été d'amener les gens à croire qu'il est une sorte de leader, alors que seul le collectif compte à ses yeux. Il explique également que la critique du New York Times à propos du film revient à considérer son message comme un appel à voter plutôt qu'une critique des médias.